# Омега¹ Рака
Омега1 Рака (лат. Omega Cancri / ω Cnc / ω Cancri), 2 Рака — звезда в созвездии Рака на расстоянии приблизительно 1125 световых лет от нас и имеет видимую звёздную величину +5.86, то есть звезду можно разглядеть при очень хороших погодных условиях. Это жёлтый гигант спектрального класса G.

## Характеристики
Масса звезды превышает солнечную чуть менее, чем в 6 раз, радиус — в 27.5 раз больше радиуса Солнца. Светимость мощнее солнечной в 461 раз, температура поверхности составляет около 5100 кельвинов.